# Prosaptia davalliacea
Prosaptia davalliacea är en stensöteväxtart som först beskrevs av F. Muell. och Bak., och fick sitt nu gällande namn av Edwin Bingham Copeland. Prosaptia davalliacea ingår i släktet Prosaptia och familjen Polypodiaceae. Inga underarter finns listade.